# Rudolf Wirth
Rudolf Wirth (* 21. Juli 1900 in München; † 1980) war ein deutscher Kinderbuchautor und Illustrator.

## Leben
Wirth machte den Ersten Weltkrieg nur einige Monate als Soldat mit. Anschließend studierte er Architektur an der Technischen Hochschule München. Nach dem Diplom arbeitete er zunächst als Zeichner und Buchillustrator beim Verlag Kösel und Pustet, für den er auch Pläne zur Errichtung weiterer Filialen entwarf. Einige seiner Holzschnitte wurden 1928 in der Zeitschrift Jugend veröffentlicht und 1928 im Stuttgarter Gewerbemuseum und 1929 im Art Institute of Chicago ausgestellt. 
Zur Reichstagswahl 1930 schuf Wirth auch Plakate für die Bayerische Volkspartei, die sich gegen Hitler wandten, was auch seiner persönlichen politischen Meinung entsprach. Seine politischen Illustrationen wurden Jahrzehnte später in einem doppelten Boden in einem Schrank in seiner Wohnung gefunden. Insgesamt sind 13 dieser politischen Illustrationen Wirths bekannt, darunter Flugblätter und Plakate bzw. Plakatentwürfe.
Nach 1945 fand Wirth schnell eine neue Anstellung, auch aufgrund eines Empfehlungsschreibens von Kardinal Michael von Faulhaber. Von 1949 bis zu seiner Pensionierung arbeitete er als Architekt und Ingenieur für die Hochbauabteilung der Bayern A.G. Daneben war er wieder als Buchillustrator tätig.

## Veröffentlichungen

### Bilderbücher
- Doktor Bär. Ein Bilderbuch für Klein und Gross, Schwabenverlag, 1950,[1] 2. Auflage, 1954; Neuauflage: 1980[2]
- Der Mäusetag. Ein lustiges Bilderbuch für Klein und Gross, Schwabenverlag, 1954[3]